# 吉田純
吉田 純（よしだ じゅん、1945年3月27日 - ）は、日本の医学者、脳神経外科医。医学博士（名古屋大学）。元名古屋大学大学院医学系研究科教授。名古屋大学名誉教授。元日本脳神経外科学会会長。
専門は脳神経外科学と神経病理学であり、特に日本の脳神経外科医療に分子生物学並びに遺伝子工学を導入し、純国産ベクター（リポソーム）を用いた日本発の遺伝子治療を開始したことで知られる。

## 経歴
- 岐阜県羽島郡笠松町出身[1]
- 1969年 - 名古屋大学医学部卒業
- 1972年 - 名古屋大学医学部・脳神経外科教室に入局
- 1976年 - ニューヨーク大学医療センターに留学
- 1980年 - 愛知県厚生連加茂病院脳神経外科部長
- 1991年 - 名古屋大学医学部脳神経外科講師
- 1996年 - 名古屋大学医学部脳神経外科教授
- 2001年 - 名古屋大学医学部附属病院初代治験管理センター長
- 2002年 - 名古屋大学医学部附属病院遺伝子・再生医療センター長
- 2003年 - 名古屋大学医学部附属病院脳卒中医療管理センター長
- 2008年 - 名古屋大学名誉教授
- 2008年 - 国立病院機構東名古屋病院院長・同リハビリテーション学院校長
- 2011年 - 労働者健康福祉機構中部労災病院院長
- 2013年 - 医療法人医仁会　さくら総合病院　名誉院長

## 受賞
- 1983年 - 日本脳神経外科学会ガレヌス賞
- 2001年 - 読売東海医学賞
- 2006年 - 日本脳神経外科学会齋藤眞賞

## 公職
- 日本脳神経外科学会会長（2004年）
- 日本学術振興会「科学研究費委員会」委員（2005年～）
- 日本学術会議連携委員（2006年～）
- 経済産業省「地域医療情報連携システムの標準化及び実証事業」プロジェクトリーダー（2006年～）
- 厚生労働省「医療ニーズの高い医療機器の早期導入に関する検討会」委員
- 経済産業省・厚生労働省合同検討会「医療機器開発ガイドライン評価指標」座長（2006年～）
- 東海医療情報ネットワークコンソーシアム会長
- 特定非営利活動法人「東海ネット医療フォーラム・NPO」代表理事
- 日本交通医学工学研究会理事（2006年～）
- 経済産業省「インテリジェント手術機器開発事業」プロジェクトリーダー（2007年～）
- 日本脳卒中協会愛知県支部長（2009年～）

## 著書（共著、編集含む）
- 1994年 Gene transfer with liposomes : Cytokine gene therapy for brain tumor
- 2002年 脳血管内治療のDo’s & Don’ts
- 2002年 遺伝子医療―基礎から応用へ
- 2004年 閉塞性脳血管障害 (脳神経外科学大系)
- 2004年 リハビリテーション・介護 (脳神経外科学大系)
- 2004年 脳神経外科の最新医療 (先端医療シリーズ―脳神経外科)
- 2004年 脳神経外科学体系6 ｢脳腫瘍Ⅰ」
- 2005年 神経外傷、感染・炎症性疾患 (脳神経外科学大系)
- 2006年 脳血管内治療のDo’s & Don’ts
- 2009年 脳腫瘍臨床病理カラーアトラス